# (5015) Litke
(5015) Litke ist ein Asteroid des Hauptgürtels, der am 1. November 1975 von der sowjetischen Astronomin Tamara Michailowna Smirnowa am Krim-Observatorium (IAU-Code 095) in Nautschnyj entdeckt wurde.
Der Asteroid wurde am 11. Februar 1998 nach dem russischen Marineoffizier, Weltumsegler, Entdeckungsreisenden und Schriftsteller Friedrich Benjamin von Lütke (1797–1882) benannt, der mehrere erfolgreiche Expeditionen in der Arktis unternahm.